# Evagrie al Antiohiei
Evagrie al Antiohiei (n. secolul al IV-lea d.Hr., Imperiul Roman – d. 392 d.Hr., Antiohia, Prefectura pretoriană a Orientului, Imperiul Roman) a fost un pretendent la tronul patriarhal al Antiohiei din 388 până în 392. El a fost susținut de către gruparea eustatienilor și i-a succedat lui Paulin, ca episcop al Antiohiei, fiind un rival al lui Flavian în timpul așa-numitei schisme meletiene din Biserica Antiohiei.

## Biografie
După moartea lui Paulin în anul 388, membrii grupului eustatienilor au refuzat să recunoască alegerea ca patriarh a lui Flavian, care avusese loc în 381, din cauza relației lui Flavian cu predecesorul său, Meletie, pe care-l acuzau că ar fi fost hirotonit de arieni. Așa că l-au ales pe Evagrie ca episcop al Antiohiei. Potrivit istoricului bizantin Sozomen, păstorirea ca episcop a lui Evagrie nu a durat mult.
Teologul antiohian Teodoret a susținut că hirotonirea arhierească a lui Evagrie de către Paulin nu a respectat prevederile dreptului canonic, pentru că bătrânul episcop a oficiat-o singur, atunci când se afla pe patul de moarte. Cu toate acestea, Evagrie a fost acceptat de împăratul roman Teodosiu I și, astfel, schisma din Biserica Antiohiei s-a perpetuat.
Evagrie a tradus, de asemenea, lucrarea Viața Sfântului Antonie, scrisă de Atanasie al Alexandriei, din greacă în latină.

## Recunoașterea ca episcop
Paulin și Evagrie, care erau membri ai grupării eustatienilor, au fost recunoscuți în Europa de Apus ca adevărații episcopi ai Antiohiei, în timp ce episcopii meletieni, inclusiv Flavian, au fost considerați ca episcopi legitimi în Europa de Răsărit.
După moartea lui Evagrie membrii grupării eustatienilor nu au mai ales un alt episcop și au pierdut în anul 399 recunoașterea lor ca grup legitim al Bisericii Antiohiei de către Bisericile Alexandriei și Romei, rămânând totuși în schismă până în anul 415, când l-au recunoscut pe succesorul lui Meletie ca patriarh legitim al Antiohiei.